# STS-2

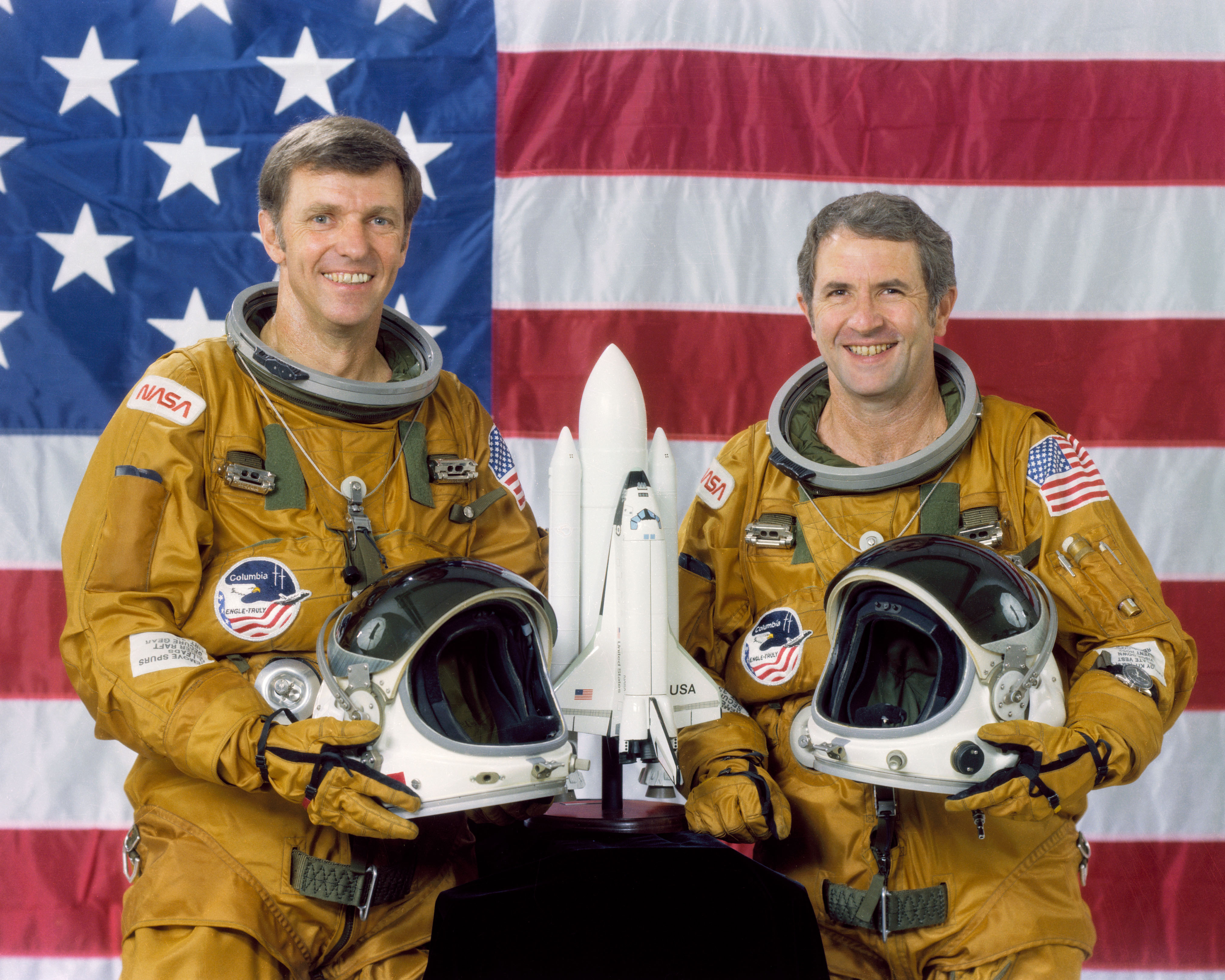
Екіпаж STS-2. Д. Енгл (ліворуч), Р. Трулі

STS-2 — другий політ у рамках програми «Спейс Шаттл»; перший в історії політ, у якому повторно використовувався пілотований космічний корабель. Перед запуском шатл «Колумбія» провів 103 дні в корпусі підготовки орбітального ступеня (англ. Orbiter Processing Facility).
На борту корабля як корисне навантаження перебували Development Flight Instrumentation (DFI) і Office of Space and Terrestrial Applications (OSTA), які складаються з інструментів дистанційного зондування. Ці інструменти, включаючи станцію радіолокації Shuttle Imaging Radar-A (SIR-A), дали змогу успішно здійснювати дистанційне зондування земних ресурсів, якості навколишнього середовища, морських і погодних умов. Крім того, уперше була перевірена робота канадського маніпулятора «Канадарм» у різних режимах.
Під час польоту Центр управління відвідав президент США Рональд Рейган. Візит планувався під час першого польоту шатла, але тоді був скасований через замах на життя президента 30 березня 1981 року, за два тижні до старту.